# Distoleon nuristanus
Distoleon nuristanus är en insektsart som beskrevs av Hölzel 1972. Distoleon nuristanus ingår i släktet Distoleon och familjen myrlejonsländor. Inga underarter finns listade i Catalogue of Life.